# Michael Faber (Fußballspieler, 1939)
Michael Faber (* 18. März 1939; † 23. Dezember 1993) war ein deutscher Fußballspieler, der in seinen Erstligajahren in Clubs aus Leipzig spielte. In der höchsten Spielklasse des DDR-Fußballs, der Oberliga, lief er für den SC Rotation Leipzig, den SC Leipzig und den 1. FC Lokomotive Leipzig auf, die strukturell aufeinander aufbauten, aber nicht nur Namensnachfolger waren. Außerdem spielt er für die Leipziger Stadtelf und war in diversenden Auswahlvertretungen des ostdeutschen Fußballverbandes, darunter die A-Nationalmannschaft, am Ball.

## Sportliche Laufbahn

### Vereine
Aus der Nachwuchsabteilung des SC Rotation Leipzig kommend, wurde der 20-jährige Faber zur Saison 1959 in den Oberligakader der Leipziger aufgenommen. Er kam als Ersatz für den ausgeschiedenen Mittelfeldspieler Wolfgang Seifert und eroberte sich sofort einen Stammplatz in der Oberligaelf. Er bestritt 23 der 26 ausgetragenen Punktspiele in der Regel als linker Läufer und kam auf drei Torerfolge. Als Mittelfeldspieler bestritt er in den beiden folgenden Spielzeiten alle 65 Punktspiele (1961/62 wurden wegen der Umstellung des Spielplans auf den Sommer-Frühling-Rhythmus 39 Runden gespielt). Von der Saison 1962/63 an spielte Faber beim SC Rotation als Stopper in der Abwehr.
Im Juni 1963 wurden die beiden Leipziger Sportclubs Rotation und Lokomotive aufgelöst und der neue Sportclub Leipzig gegründet. In die Fußballsektion des SC Leipzig wurden die angeblich besten Spieler der beiden ehemaligen Clubs aufgenommen, die restlichen nicht förderungswürdigen Spieler wurden als „Rest von Leipzig“ der Betriebssportgemeinschaft (BSG) Chemie Leipzig zugewiesen. Faber, der bisher für den SC Rotation 111 Oberligaspiele bestritten und dort fünf Tore erzielt hatte, wurde vom SC Leipzig übernommen und fand sich in der neu zusammengestellten Mannschaft sofort zurecht. Trainer Rudolf Krause ließ ihn in der Saison 1963/63 zunächst auf der rechten Abwehrseite spielen, in der Rückrunde kam er wieder im Abwehrzentrum zum Einsatz. Erneut bestritt er wieder alle 26 Oberligaspiele. Wider Erwarten gewann die BSG Chemie Leipzig in dieser Saison die DDR-Meisterschaft, der höher eingeschätzte SC Leipzig wurde nur Dritter. Zwar erreichte er das Endspiel um den Fußballpokal, unterlag aber mit Faber als rechtem Verteidiger und dem Schützen zum 1:0-Führungstreffer dem SC Aufbau Magdeburg mit 2:3. 1964/65 kam Faber verletzungsbedingt nur zu 17 Oberligaeinsätzen und spielte vorwiegend als linker Verteidiger. In der Hinrunde der Saison 1965/66 war er wieder bei allen 13 Spielen dabei, Trainer Krause setzte ihn variabel sowohl als Stopper wie auch auf der linken Abwehrseite ein. Im Januar 1966 wurde die Fußballsektion des Sportclubs zum neuen 1. FC Lokomotive Leipzig. Faber hatte bis dahin für den SC Leipzig 56 Punktspiele in der Oberliga absolviert und war erneut auf fünf Punktspieltore gekommen. 
Die Rückrunde der Saison 1965/66 spielte Faber beim 1. FC Lok unter dem neuen Trainer Günter Konzack, der ihn in allen 13 Punktspielen durchgehend als linken Verteidiger einsetzte. Dies blieb Fabers Position auch in den folgenden Jahren, auch als sich ab 1967 im DDR-Fußball die Vierer-Abwehrkette durchsetzte. Mit der Spielzeit 1966/67 hatte Hans Studener das Traineramt beim 1. FC Lok übernommen, konnte aber nicht verhindern, dass der Club nach der Saison 1968/69 aus der Oberliga absteigen musste. Bis zu diesem Zeitpunkt hatte Faber nur bei einem einzigen Punktspiel gefehlt. Auch in der zweitklassigen DDR-Liga bestritt Faber erneut alle Punktspiele und war so maßgeblich am sofortigen Wiederaufstieg des 1. FC Lok beteiligt. Als Zweitligist erreichten die Leipziger überraschend das Endspiel um den DDR-Fußballpokal. Faber kam zum zweiten Mal in einem Pokalfinale zum Einsatz, verlor aber erneut als rechter Verteidiger mit seiner Mannschaft, diesmal mit 2:4 gegen Vorwärts Berlin. Zu Beginn seiner elften Oberligasaison hatte Faber das 31. Lebensjahr vollendet. Trainer Kurt Holke, der in der DDR-Liga noch auf Faber gesetzt hatte, setzte ihn in der Spielzeit 1970/71 nur noch sporadisch in elf Oberligaspielen ein, mehrfach als Libero. 
Nach 159 Pflichtspielen für den 1. FC Lokomotive Leipzig beendete Faber im Sommer 1971 seine Laufbahn als Fußballspieler im Leistungsbereich. In der DDR-Oberliga hatte er zwischen 1959 und 1971 268 Partien bestritten und dabei 16 Treffer erzielt. Im Messestädte-Pokal kam Faber für die Stadtmannschaft Leipzig, den SC Leipzig und den 1. FC Lok in 33 Spielen zum Einsatz und schoss ein Tor. Mit dem 1. FC Lok kam Faber 1966/67 bis in das Viertelfinale des Messecups.

### Auswahleinsätze
Im Jahr 1960 wurde der Rotation-Akteur in den Kader der DDR-B-Nationalelf aufgenommen. In diesem Team bestritt er bis 1965 acht Länderspiele. Hinzu kommt ein Spiel 1961 in der ostdeutschen Nachwuchsauswahl gegen Ungarn.
Ende 1963 beriefen die DFV-Trainer Faber in das Aufgebot der A-Nationalmannschaft. Er wurde zu einer Südostasien-Tournee mitgenommen und kam am 17. Dezember 1963 im Länderspiel Burma – DDR (1:5) als rechter Verteidiger zum Einsatz. Es blieb Fabers einziges A-Länderspiel. Diese Partie wurde in den Annalen des DFV und insbesondere einigen Publikationen des Ost-Berliner Sportverlags ebenfalls als Einsatz in der ostdeutschen Olympiaauswahl gewertet, die sich auf die Qualifikationsspiele für das olympische Fußballturnier 1964 in Tokio vorbereitete.